# Каратаев, Олжобай Кубатбекович
 Олжобай Кубатбекович Каратаев (кирг. Олжобай Кубатбек уулу Каратаев; род. 23 августа 1963, Орто-Азия, Ошская область) — советский и кыргызстанский историк и этнограф, доктор исторических наук, профессор Института истории и краеведения Кыргызского национального университета, специалист по этнической истории кыргызов, соавтор «Словаря по кыргызской этнографии».

## Биография
Родился 23 августа 1963 года в селе Орто-Азия Сузакского района Ошской области (ныне в Джалал-Абадской области) Киргизской ССР. По национальности кыргыз.
В 1980 году окончил местную среднюю школу № 13, после чего работал разнорабочим в городе Джалал-Абад. В 1981—1983 годах проходил срочную службу в Вооружённых силах СССР в Монголии.
В 1983—1984 годах обучался на подготовительном отделении Киргизского государственного университета (КГУ, ныне Кыргызский национальный университет, КНУ). В 1985—1990 годах обучался на историческом факультете КГУ, окончил с отличием.
В 1990—1993 годах работал научным сотрудником в Институте языка и литературы НАН КР, занимаясь исследованиями в области ономастики под руководством филолога-тюрколога К. К. Конкобаева.
В 1993—2004 годах работал на кафедре истории стран Азии и Африки исторического факультета КНУ, занимал должности преподавателя, старшего преподавателя, доцента, заведующего кафедрой и первого проректора.
В 1994 году под руководством Конкобаева и историка Т. К. Чоротегина защитил диссертацию «Кыргызская этнонимия: историко-лингвистические исследования» (кирг. Кыргыз этнонимиясы: тарыхый-лингвистикалык иликтөөлөр) и получил учёную степень кандидата исторических наук.
В 2004 году под руководством Чоротегина и другого историка Э. Ж. Маанаев защитил в Институте истории НАН КР диссертацию «Этнокультурные связи кыргызов (по материалам родоплеменных тамг, этнонимов, топонимов, этнографических данных)» (кирг. Кыргыздардын этномаданий байланыштары (эн тамгалар, этнонимдер, жер-суу аталыштары, этнографиялык маалыматтардын негизинде)) и получил учёную степень доктора исторических наук. После этого он получил учёное звание профессора.
В 2004—2015 годах работал профессором Международного кыргызско-турецкого университета «Манас». В 2015—2020 годах работал профессором в университете Кастамону в Турции. В настоящее время является профессором Института истории и краеведения КНУ и параллельно преподаёт в Казахском национальном университете в Алматы.

## Научная деятельность
Область научных исследований — этническая истории кыргызов, их культура, генеалогия и письменность, расселение кыргызов в различных регионах Евразии, этносы, отделившиеся от кыргызов, кыргызские исторические деятели.
Совместно с С. Н. Эралиевым выпустил «Словарь по кыргызской этнографии» (кирг. Кыргыз этнографиясы боюнча сөздүк).